# Scottish Premier League (2002/2003)
Scottish Premier League (2002/03) – 107 sezon rozgrywek o Mistrzostwo Szkocji i piąty pod nazwą – Scottish Premier League. Sezon rozpoczął się 3 sierpnia 2002, a zakończył – 25 maja 2003 r.

## Podsumowanie
Rozgrywki zakończyły się sukcesem Rangers, którzy wygrali ligę o jedną bramkę, mając identyczną zdobycz punktową jak Celtic F.C. Losy tytułu rozstrzygnęły się w ostatniej kolejce sezonu. W równolegle toczonych się spotkaniach decydowały pojedyncze bramki i o mistrzostwie decydowała lepsza różnica bramkowa. Celtic wygrał z Kilmarnock 4:0, a Rangers pokonali Dunfermline 6:1 i dzięki temu zostali nowymi mistrzami.
Rangers, jako mistrzowie i Celtic, jako wicemistrzowie zakwalifikowali się Ligi Mistrzów, natomiast zespół z trzeciego miejsca – Hearts i finalista Pucharu Szkocji – Dundee F.C. – do Pucharu UEFA.
Motherwell zajął ostatnie miejsce w lidze, ale nie został zdegradowany, gdyż zwycięzca drugiej ligi – Falkirk nie spełniał wymogów dotyczących stadionu.

## Awanse i spadki po sezonie 2001/02
Awans z First Division do Premier League
- Partick Thistle

Spadek z Premier League do First Division
- St. Johnstone

## Tabela
| Poz. | Drużyna              | M  | Z  | R  | P  | G+  | G- | G+- | Pkt. | Kwalifikacje/spadki                                     |
| ---- | -------------------- | -- | -- | -- | -- | --- | -- | --- | ---- | ------------------------------------------------------- |
| 1    | Rangers              | 38 | 31 | 4  | 3  | 101 | 28 | 73  | 97   | Liga Mistrzów UEFA 2003/04 Trzecia runda kwalifikacyjna |
| 2    | Celtic F.C.          | 38 | 31 | 4  | 3  | 98  | 26 | 72  | 97   | Liga Mistrzów UEFA 2003/04 Druga runda kwalifikacyjna   |
| 3    | Hearts               | 38 | 18 | 9  | 11 | 57  | 51 | 6   | 63   | Puchar UEFA 2003/2004 Pierwsza runda                    |
| 4    | Kilmarnock           | 38 | 16 | 9  | 13 | 47  | 56 | -9  | 57   |                                                         |
| 5    | Dunfermline Athletic | 38 | 13 | 7  | 18 | 54  | 71 | -17 | 46   |                                                         |
| 6    | Dundee F.C.          | 38 | 10 | 14 | 14 | 50  | 60 | -10 | 44   | Puchar UEFA 2003/2004 Runda kwalifikacyjna              |
| 7    | Hibernian            | 38 | 15 | 6  | 17 | 56  | 64 | -8  | 51   |                                                         |
| 8    | Aberdeen             | 38 | 13 | 10 | 15 | 41  | 54 | -13 | 49   |                                                         |
| 9    | Livingston           | 38 | 9  | 8  | 21 | 48  | 62 | -14 | 35   |                                                         |
| 10   | Partick Thistle      | 38 | 8  | 11 | 19 | 37  | 58 | -21 | 35   |                                                         |
| 11   | Dundee United        | 38 | 7  | 11 | 20 | 35  | 68 | -33 | 32   |                                                         |
| 12   | Motherwell           | 38 | 7  | 7  | 24 | 45  | 71 | -26 | 28   |                                                         |

## Najlepsi strzelcy
| Zawodnik        | Klub                 | Bramki |
| --------------- | -------------------- | ------ |
| Henrik Larsson  | Celtic F.C.          | 28     |
| Stevie Crawford | Dunfermline Athletic | 19     |
| John Hartson    | Celtic F.C.          | 18     |
| Ronald de Boer  | Rangers              | 16     |
| Alex Burns      | Partick Thistle      | 16     |
| Barry Ferguson  | Rangers              | 16     |
| Chris Sutton    | Celtic F.C.          | 15     |
| Shota Arveladze | Rangers              | 15     |
| Mark de Vries   | Hearts               | 15     |
| Michael Mols    | Rangers              | 13     |
| James McFadden  | Motherwell           | 13     |

## Widzowie na trybunach
Średnia liczba widzów na meczach SPL w sezonie 2002/03 jest przedstawiona poniżej:
| Drużyna              | Średnia |
| -------------------- | ------- |
| Celtic F.C.          | 57,471  |
| Rangers              | 48,814  |
| Hearts               | 12,057  |
| Aberdeen             | 11,774  |
| Hibernian            | 10,157  |
| Dundee United        | 7,665   |
| Kilmarnock           | 7,407   |
| Dundee F.C.          | 7,399   |
| Livingston           | 6,663   |
| Dunfermline Athletic | 6,124   |
| Motherwell           | 6,085   |
| Partick Thistle      | 5,657   |

## Nagrody
| Miesiąc     | Menedżer                      | Zawodnik                     | Młody zawodnik                    |
| ----------- | ----------------------------- | ---------------------------- | --------------------------------- |
| Sierpień    | John Lambie (Partick Thistle) | Mark de Vries (Hearts)       | Kris Boyd (Kilmarnock)            |
| Wrzesień    | Alex McLeish (Rangers)        | Jean-Louis Valois (Hearts)   | Mikel Arteta (Rangers)            |
| Październik | Bobby Williamson (Hibernian)  | Fernando Ricksen (Rangers)   | Ian Murray (Hibernian)            |
| Listopad    | Martin O’Neill (Celtic F.C.)  | Henrik Larsson (Celtic F.C.) | Mark Wilson (Dundee United)       |
| Grudzień    | Jim Jeffries (Kilmarnock)     | John Hartson (Celtic F.C.)   | Shaun Dillon (Kilmarnock)         |
| Styczeń     | Jim Duffy (Dundee F.C.)       | Barry Ferguson (Rangers)     | Kris Boyd (Kilmarnock)            |
| Luty        | Alex McLeish (Rangers)        | Lee Wilkie (Dundee F.C.)     | Shaun Maloney (Celtic F.C.)       |
| Marzec      | Jim Duffy (Dundee F.C.)       | Thomas McManus (Hibernian)   | Zurab Khizanishvili (Dundee F.C.) |
| Kwiecień    | Craig Levein (Hearts)         | Bobo Balde (Celtic F.C.)     | Andy Webster (Hearts)             |